# Caenocryptus alberti
Caenocryptus alberti là một loài tò vò trong họ Ichneumonidae.